# Jürgen Trumpf
Jürgen Trumpf (Düsseldorf, Alemania, 8 de julio de 1931-Bonn, 13 de mayo de 2023) fue un político alemán, antiguo y primer alto representante de la Unión para la PESC. Fue secretario general del Consejo desde el 1 de septiembre de 1994 hasta el 17 de octubre de 1999. 
Al entrar en vigor el Tratado de Ámsterdam, el 1 de mayo de 1999, Jürgen Trumpf entró en posesión del nuevo puesto de Alto Representante del Consejo para la Política Exterior y de Seguridad Común, siendo sustituido poco después por el español Javier Solana, el político socialista en que los jefes de Estado y de gobierno de la Unión habían pensado para ocupar el nuevo puesto.
Fue sucedido por Javier Solana.